# فرودگاه پاپا وست‌ری
فرودگاه پاپا وست‌ری (به انگلیسی: Papa Westray Airport) یک فرودگاه همگانی با کد یاتا PPW است . این فرودگاه در کشور اسکاتلند قرار دارد و در ارتفاع ۲۸ متری از سطح دریا واقع شده‌است.

## شرکت‌های هواپیمایی و مقصدهای پروازی
| شرکت‌های هواپیمایی | مقصدهای پروازی               |
| ----------------- | ---------------------------- |
| Loganair          | کرکوال، نورث رونالدسی، وستری |